# Sobanet
Sobanet ou Sobané est l'un des districts de la sous-préfecture de Douprou, situé dans la préfecture de Boffa en république de Guinée.

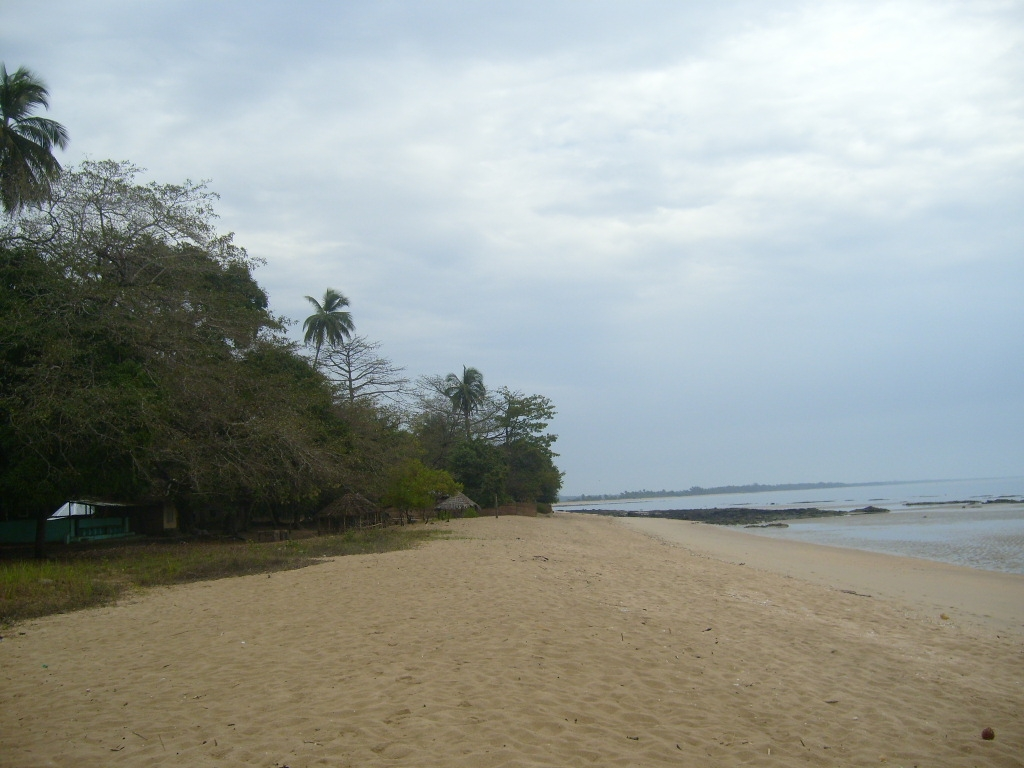
Plage de Sobanè

## Géographie

### Démographie
- En 2014, le district comptait 2 667 habiants selon les RGPH 2014[2].